# Зацепский Вал
У́лица Заце́пский Вал — часть Садового кольца Москвы в Замоскворечье между Малым Краснохолмским мостом и Валовой улицей.

## История
Это часть Садового кольца, получившая в 1820-х годах название по участку вала Земляного города, примыкавшему к улице Зацепа. На планах Москвы XIX века обозначался также как проезд по Земляному валу. Раньше часто объединялась с Валовой улицей, которая окончательно отделилась от Зацепского Вала лишь в 1923 году.

## Описание
Зацепский Вал является продолжением Нижней Краснохолмской улицы Садового кольца за Малым Краснохолмским мостом и начинается от набережных Водоотводного канала: Шлюзовой слева и Озерковской справа. Улица проходит на юго-запад, справа к ней примыкают Татарская улица, улица Бахрушина и Новокузнецкая улица, а слева — Павелецкая площадь, на которой расположен Павелецкий вокзал. За Павелецкой площадью Зацепский Вал переходит в Валовую улицу.

## Здания и сооружения
По нечётной стороне:
- № 5 — Жилой дом (1940-е, архитектор Н. И. Транквилицкий[1]).

По чётной стороне:
- № 2/1, строение 5 — Гараж Наркомтяжпрома (1933, инженер Ю. Фельзер)[2]
- № 12 — Особняк А. А. Бахрушина (1895—1896, архитектор К. К. Гиппиус; 1937—1938, надстройка и пристройка — архитектор И. Е. Бондаренко), складские постройки (1914, архитектор А. М. Калмыков)
- № 14 — Доходный дом купца М. В. Кукуева (1900—1901, архитектор Б. Н. Кожевников)
- № 16/43 — Жилой дом с наземным вестибюлем станции метро «Павелецкая»